# Saison 1987-1988 des Bulls de Chicago
La saison 1987-1988 des Bulls de Chicago est la 22e saison de basket-ball de la franchise américaine de la National Basketball Association (généralement désignée par le sigle NBA).
Les Bulls ont terminé deuxièmes dans la Division Centrale avec un solide bilan de 50-32. Michael Jordan a été nommé NBA Most Valuable Player (MVP) et NBA Defensive Player of the Year. Il a également remporté le titre de MVP du All-Star Game et le Slam Dunk Contest pendant le All-Star Weekend, qui a eu lieu à Chicago. Au premier tour des playoffs, les Bulls ont battu les Cavaliers de Cleveland en cinq matchs, mais ont perdu contre les Pistons de Détroit en cinq matchs en demi-finale.

## Draft
| Tour | Choix | Joueur         | Poste | Nationalité | Provenance |
| ---- | ----- | -------------- | ----- | ----------- | ---------- |
| 1    | 8     | Olden Polynice | C     | Haïti       | Virginia   |
| 1    | 10    | Horace Grant   | PF    | États-Unis  | Clemson    |
| 2    | 28    | Rickie Winslow | F     | États-Unis  | Houston    |
| 4    | 79    | Jack Haley     | C     | États-Unis  | UCLA       |

## Classements de la saison régulière
| Conférence Est | Conférence Est         | Conférence Est | Conférence Est | Conférence Est |
| No             | Franchise              | Vic.           | Déf.           | PCT            |
| -------------- | ---------------------- | -------------- | -------------- | -------------- |
| 1              | Celtics de Boston      | 57             | 25             | 68.8           |
| 2              | Pistons de Détroit     | 54             | 28             | 65.9           |
| 3              | Bulls de Chicago       | 50             | 32             | 61.0           |
| 4              | Hawks d'Atlanta        | 50             | 32             | 61.0           |
| 5              | Bucks de Milwaukee     | 42             | 40             | 51.2           |
| 6              | Cavaliers de Cleveland | 42             | 40             | 51.2           |
| 7              | Bullets de Washington  | 38             | 44             | 46.3           |
| 8              | Knicks de New York     | 38             | 44             | 46.3           |
|                |                        |                |                |                |
| 9              | Pacers de l'Indiana    | 38             | 44             | 46.3           |
| 10             | 76ers de Philadelphie  | 36             | 46             | 43.9           |
| 11             | Nets du New Jersey     | 19             | 63             | 23.2           |

| Division Centrale      | V  | D  | PCT  | GB |
| ---------------------- | -- | -- | ---- | -- |
| Pistons de Détroit     | 54 | 28 | 65.9 | -  |
| Bulls de Chicago       | 50 | 32 | 61.0 | 4  |
| Hawks d'Atlanta        | 50 | 32 | 61.0 | 4  |
| Bucks de Milwaukee     | 42 | 40 | 51.2 | 12 |
| Cavaliers de Cleveland | 42 | 40 | 51.2 | 12 |
| Pacers de l'Indiana    | 38 | 44 | 46.3 | 16 |

## Effectif
| Effectif des Bulls de Chicago 1987-1988 |
| --- |
| 2 Rory Sparrow • 3 Sedale Threatt • 5 John Paxson • 6 Brad Sellers • 11 Sam Vincent • 17 Mike Brown • 21 Elston Turner • 23 Michael Jordan • 31 Granville Waiters • 33 Scottie Pippen • 34 Charles Oakley • 40 Dave Corzine • 54 Horace GrantEntraîneur : Doug Collins |

## Playoffs

### Premier tour
(3) Bulls de Chicago vs. (6) Cavaliers de Cleveland : Chicago remporte la série 3-2
- Game 1 @ Chicago Stadium, Chicago : Chicago 104, Cleveland 93
- Game 2 @ Chicago Stadium, Chicago : Chicago 106, Cleveland 101
- Game 3 @ The Coliseum, Richfield : Cleveland 110, Chicago 102
- Game 4 @ The Coliseum, Richfield : Cleveland 97, Chicago 91
- Game 5 @ Chicago Stadium, Chicago : Chicago 107, Cleveland 101

### Demi-finale de conférence
(2) Pistons de Détroit vs. (3) Bulls de Chicago : Chicago s'incline sur la série 1-4
- Game 1 @ Pontiac Silverdome, Pontiac : Détroit 93, Chicago 82
- Game 2 @ Pontiac Silverdome, Pontiac : Chicago 105, Détroit 95
- Game 3 @ Chicago Stadium, Chicago : Détroit 101, Chicago 79
- Game 4 @ Chicago Stadium, Chicago : Détroit 96, Chicago 77
- Game 5 @ Pontiac Silverdome, Pontiac : Détroit 102, Chicago 95

## Statistiques

### Saison régulière
| Joueur            | MJ | MC | MPG  | FG%  | 3P%  | FT%  | RPG  | APG | SPG | BPG | PPG  |
| ----------------- | -- | -- | ---- | ---- | ---- | ---- | ---- | --- | --- | --- | ---- |
| Mike Brown        | 46 | 27 | 12.8 | .448 | .000 | .577 | 3.5  | 0.6 | 0.2 | 0.1 | 4.3  |
| Dave Corzine      | 80 | 32 | 29.1 | .481 | .111 | .752 | 6.6  | 1.9 | 0.5 | 1.2 | 10.1 |
| Artis Gilmore     | 24 | 23 | 15.5 | .513 |      | .514 | 2.6  | 0.4 | 0.2 | 0.5 | 4.2  |
| Horace Grant      | 81 | 6  | 22.6 | .501 | .000 | .626 | 5.5  | 1.1 | 0.6 | 0.7 | 7.7  |
| Michael Jordan    | 82 | 82 | 40.4 | .535 | .132 | .841 | 5.5  | 5.9 | 3.2 | 1.6 | 35.0 |
| Charles Oakley    | 82 | 82 | 34.3 | .483 | .250 | .727 | 13.0 | 3.0 | 0.8 | 0.3 | 12.4 |
| John Paxson       | 81 | 30 | 23.3 | .493 | .347 | .733 | 1.3  | 3.7 | 0.6 | 0.0 | 7.9  |
| Scottie Pippen    | 79 | 0  | 20.9 | .463 | .174 | .576 | 3.8  | 2.1 | 1.2 | 0.7 | 7.9  |
| Brad Sellers      | 82 | 76 | 27.0 | .457 | .143 | .790 | 3.0  | 1.7 | 0.4 | 0.8 | 9.5  |
| Rory Sparrow      | 55 | 25 | 18.0 | .409 | .167 | .727 | 1.3  | 2.9 | 0.7 | 0.1 | 4.5  |
| Sedale Threatt    | 45 | 0  | 15.6 | .502 | .100 | .780 | 1.2  | 2.4 | 0.6 | 0.1 | 6.6  |
| Elston Turner     | 17 | 0  | 5.8  | .267 |      | .500 | 0.6  | 0.5 | 0.5 | 0.0 | 1.0  |
| Sam Vincent       | 29 | 27 | 32.9 | .447 | .375 | .925 | 3.6  | 8.4 | 1.2 | 0.4 | 13.0 |
| Granville Waiters | 22 | 0  | 5.2  | .310 | .000 | .000 | 1.3  | 0.0 | 0.1 | 0.7 | 0.8  |
| Tony White        | 2  | 0  | 1.0  |      |      |      | 0.0  | 0.0 | 0.0 | 0.0 | 0.0  |

### Playoffs
| Joueur         | MJ | MC | MPG  | FG%  | 3P%  | FT%   | RPG  | APG | SPG | BPG | PPG  |
| -------------- | -- | -- | ---- | ---- | ---- | ----- | ---- | --- | --- | --- | ---- |
| Mike Brown     | 1  | 0  | 4.0  |      |      | .500  | 0.0  | 1.0 | 1.0 | 0.0 | 1.0  |
| Dave Corzine   | 10 | 10 | 30.8 | .355 |      | .538  | 5.7  | 0.8 | 0.3 | 0.8 | 6.1  |
| Horace Grant   | 10 | 0  | 29.9 | .568 | .000 | .600  | 7.0  | 1.6 | 1.4 | 0.2 | 10.1 |
| Michael Jordan | 10 | 10 | 42.7 | .531 | .333 | .869  | 7.1  | 4.7 | 2.4 | 1.1 | 36.3 |
| Charles Oakley | 10 | 10 | 37.3 | .440 | .000 | .875  | 12.8 | 3.2 | 0.6 | 0.4 | 10.1 |
| John Paxson    | 10 | 0  | 16.5 | .377 | .167 | 1.000 | 0.4  | 3.0 | 0.1 | 0.1 | 4.6  |
| Scottie Pippen | 10 | 6  | 29.4 | .465 | .500 | .714  | 5.2  | 2.4 | 0.8 | 0.8 | 10.0 |
| Brad Sellers   | 10 | 4  | 14.4 | .349 |      | .882  | 2.1  | 0.8 | 0.2 | 0.5 | 4.5  |
| Rory Sparrow   | 7  | 0  | 15.1 | .313 | .500 | .667  | 0.4  | 2.6 | 0.6 | 0.0 | 3.7  |
| Elston Turner  | 4  | 0  | 7.3  | .167 |      |       | 1.3  | 1.5 | 0.0 | 0.0 | 0.5  |
| Sam Vincent    | 10 | 10 | 25.1 | .373 | .000 | .800  | 1.9  | 4.4 | 0.8 | 0.1 | 10.2 |

## Récompenses
- Michael Jordan, NBA Most Valuable Player
- Michael Jordan, NBA Defensive Player of the Year
- Michael Jordan, Vainqueur du Slam Dunk Contest
- Michael Jordan, NBA All-Star Game Most Valuable Player
- Jerry Krause, NBA Executive of the Year
- Michael Jordan, All-NBA First Team
- Michael Jordan, NBA All-Defensive First Team
- Michael Jordan, NBA All-Star Game